# اف. دبلیو. کلرک
فردریک ویلِم دِ-کلرک (به آفریقایی: Frederik Willem de Klerk)؛ (زاده ۱۸ مارس ۱۹۳۶ – درگذشته ۱۱ نوامبر ۲۰۲۱) سیاستمدار اهل آفریقای جنوبی بود. وی از سال ۱۹۸۹ تا ۱۹۹۴ رئیس‌جمهور آفریقای جنوبی و از ۱۹۹۴ تا ۱۹۹۶ معاون رئیس جمهور در دولت دموکراتیک بود. وی به عنوان آخرین رئیس‌جمهور آفریقای جنوبی از دوران حکومت اقلیت سفیدپوست شناخته می‌شود، او و دولتش نظام آپارتاید را برچیده و قانون حق رأی عمومی را اجرایی کردند. او از نظر ایدئولوژیک محافظه‌کار و از نظر اقتصادی به لیبرالیسم اقتصادی معتقد بود. وی از سال ۱۹۸۹ تا ۱۹۹۷ حزب ملی (NP) را رهبری کرد.
دی کلرک در ژوهانسبورگ و در یک خانواده با نفوذ آفریکانر به دنیا آمد، قبل از اینکه حرفه حقوقی را دنبال کند، در دانشگاه پوچف استروم تحصیل کرد. با پیوستن به حزب ملی، که با اعضای آن پیوندهای خانوادگی داشت، به عنوان نمایندگی مجلس انتخاب شد و همچنین در دولت اقلیت سفیدپوست پی دبلیو بوتا دارای پست‌های وزارتی متوالی بود. به عنوان وزیر، او از آپارتاید نه تنها حمایت می‌کرد، بلکه یک سیستم جداسازی نژادی را اجرایی کرد که برای سفیدپوستان آفریقای جنوبی امتیازات ویژه قائل می‌شد. پس از استعفای بوتا در سال ۱۹۸۹، دی کلرک ابتدا به عنوان رهبر NP و سپس به عنوان رئیس‌جمهور جایگزین او شد. اگرچه ناظران بین‌المللی انتظار داشتند که او نیز به سیاست‌های بوتا از آپارتاید ادامه دهد، دکلرک تصمیم گرفت به این سیاست پایان دهد. او آگاه بود که خصومت و خشونت فزاینده قومی آفریقای جنوبی را به یک جنگ داخلی نژادی سوق می‌دهد. البته در میان همین خشونت‌ها، نیروهای امنیتی ایالتی مرتکب نقض گسترده حقوق بشر شدند و خشونت را بین مردم خوسا و زولو تشویق کردند، اگرچه دی کلرک بعداً تحریم ناشی از چنین اقداماتی را رد کرد. او اجازه برگزاری راهپیمایی‌های ضد آپارتاید را داد، طیفی از احزاب سیاسی ضد آپارتاید را که قبلاً ممنوع شده بودند قانونی کرد و فعالان ضد آپارتاید زندانی مانند نلسون ماندلا را آزاد کرد. او همچنین برنامه تسلیحات هسته ای آفریقای جنوبی را از بین برد.
دی کلرک با ماندلا مذاکره کرد تا آپارتاید را کاملاً از بین ببرد و گذار را به رأی عمومی واگذار کرد. در سال ۱۹۹۳، او علناً به دلیل اثرات مضر آپارتاید عذرخواهی کرد. او بر انتخابات غیر نژادی سال ۱۹۹۴ نظارت داشت که در آن ماندلا کنگره ملی آفریقا (ANC) را به پیروزی رساند. حزب ملی با رهبری دی کلرک به‌عنوان حزب دوم انتخاب شد. سپس دی کلرک به عنوان معاون رئیس‌جمهور در دولت ائتلافی تحت رهبری ماندلا انتخاب شد. در این سمت، او از ادامه سیاست‌های اقتصادی لیبرال دولت حمایت کرد، اما با کمیسیون حقیقت و آشتی که برای تحقیق در مورد نقض حقوق بشر در گذشته تشکیل شده بود، مخالفت کرد و خواستار عفو عمومی جنایات سیاسی شد در نهایت روابط کاری او با ماندلا تیره شد، اگرچه او بعداً با محبت از ماندلا یاد کرد. در ماه مه ۱۹۹۶، پس از مخالفت NP با قانون اساسی جدید، دی کلرک آن را از دستور کار دولت ائتلافی خارج کرد. در نهایت حزب ملی در سال بعد منحل شد و به عنوان حزب ملی جدید تغییر نام داد. دی کلرک نیز در سال ۱۹۹۷ از سیاست بازنشسته شد و پس از آن در سطح بین‌المللی سخنرانی کرد.
نام دی کلرک کماکان در میان بسیاری از اقشار جامعه آفریقای جنوبی یک چهره بحث‌برانگیز هست. او جوایز بسیاری از جمله جایزه صلح نوبل را برای برچیدن آپارتاید و آوردن حق رای عمومی و فارغ از نژاد به آفریقای جنوبی دریافت کرد. در مقابل، او از سوی فعالان ضد آپارتاید به دلیل ارائه تنها یک عذرخواهی ساده برای آپارتاید و نادیده گرفتن نقض حقوق بشر توسط نیروهای امنیتی دولتی مورد انتقاد قرار گرفت. او همچنین توسط ناسیونالیست‌های آفریقایی آفریقای جنوبی محکوم شد، آنها ادعا کردند که با کنار گذاشتن آپارتاید، او به منافع اقلیت افریکانر این کشور خیانت کرده‌است.

## زندگی‌نامه
دی کلرک در مارس ۱۹۳۶ در ژوهانسبورگ زاده شد. او پیش از اینکه در فوریه ۱۹۸۹ رهبری حزب ناسیونالیست را از پیتر ویلم بوتا بگیرد سال‌ها به عنوان وکیل و وزیر کار کرده بود. سال پس از آن او ممنوعیت فعالیت احزاب از جمله حزب کنگره ملی آفریقا که نلسون ماندلا از رهبرانش بود را لغو کرد. این کار، زمینه را برای تشکیل نخستین حکومت چندنژادی مبتنی بر دموکراسی در آفریقای جنوبی فراهم کرد. پس از انتخابات چند حزبی که در سال ۱۹۹۴ برگزار و ماندلا رئیس‌جمهور شد دی کلرک یکی از دو معاون رئیس‌جمهور کشور شد. در سال ۱۹۹۶ پس از اختلافات شدید بر سر شکل آینده حکومت، دولت را ترک کرد. با این همه نقش او در صحنه سیاسی آفریقای جنوبی همیشه مناقشه برانگیز بوده‌است. بسیاری از سیاهان در آفریقای جنوبی به خاطر اینکه او در دوران ریاست جمهوری‌اش نتوانسته مانع خشونت‌ها علیه سیاهپوستان شود از او انتقاد می‌کنند و از سوی دیگر سفیدپوستان متعصب هم تلاش‌های او را برای پایان دادن به حکومت آپارتاید، خیانت می‌دانند.
در سال ۲۰۲۰ او درگیر جنجالی شد و متهم شد که سعی در کم‌اهمیت جلوه دادن بررسی جدی دوران آپارتاید را داشته‌است. فردریک دی کلرک در سال ۲۰۲۰ از اینکه آپارتاید را جنایت علیه بشریت بخواند خودداری کرد. این اظهارنظر، با انتقادهای زیادی رو به رو شد.

## بیماری و درگذشت
در ژوئن ۲۰۲۱ پزشکان تشخیص دادند که فردریک دی کلرک به مزوتلیوما (نوعی سرطان ریه بدخیم) مبتلا است. او در ۱۱ نوامبر ۲۰۲۱ در خانه خود در کیپ‌تاون در ۸۵ سالگی درگذشت.